# Caroline Gruber
Caroline Gruber (* Anfang der 1960er-Jahre in London) ist eine britische Schauspielerin.

## Leben und Wirken
Caroline Gruber wuchs im Londoner Stadtteil Islington auf. Sie hat väterlicherseits polnische und russische Vorfahren, die teilweise jüdischer Herkunft sind.
Sie absolvierte ihre Schauspielausbildung bis Anfang der 1980er-Jahre an der Royal Academy of Dramatic Art. Seit 1984 stand sie als Schauspielerin bislang in mehr als 20 Film- und Fernsehproduktionen vor der Kamera, darunter oftmals in Fernsehserien. In der britischen Sitcom Heil Honey I’m Home! spielte sie die Jüdin Rosa Goldenstein.
Gruber ist seit Anfang der 1990er-Jahre mit dem Regisseur Angelo Abela (* 1962) verheiratet. Das Paar lebt in Brighton. Aus der Ehe gingen ein Sohn und eine Tochter hervor, die Schauspielerin Marisa Abela.

## Filmografie (Auswahl)
- 1990: Heil Honey I’m Home! (Britcom)
- 1993–1996: The Bill (Fernsehserie, 3 Folgen)
- 2017: Ungehorsam
- 2023: FBI: International (Fernsehserie, 1 Folge)